# Robert Butler
Robert Butler (Los Angeles, 16 novembre 1927 – Los Angeles, 3 novembre 2023) è stato un regista statunitense.

## Biografia
Fu attivo sia per il cinema che per la televisione. Vinse due Primetime Emmy Awards (1974 e 1981) e due Directors Guild of America Award (1972 e 1981).

## Filmografia parziale

### Cinema
- Intrigo in Irlanda (Guns in the Heather) (1969)
- Il computer con le scarpe da tennis (The Computer Wore Tennis Shoes) (1969)
- La TV ha i suoi primati (The Barefoot Executive) (1971)
- L'ultimo eroe del West (Scandalous John) (1971)
- Spruzza, sparisci e spara (Now You See Him, Now You Don't) (1972)
- Orgasmo bianco (The Ultimate Thrill) (1974)
- Teste calde e tanta fifa (Hot Lead and Cold Feet) (1978)
- Fort Bronx (Night of the Juggler) (1980)
- Zattere, pupe, porcelloni e gommoni (Up the Creek) (1984)
- Turbulence - La paura è nell'aria (Turbulence) (1997)

### Televisione
- June Allyson Show (The DuPont Show with June Allyson) – serie TV, 5 episodi (1960-1961)
- Follow the Sun – serie TV, 3 episodi (1962)
- I detectives (The Detectives) – serie TV, 5 episodi (1961-1962)
- Gli intoccabili (The Untouchables) – serie TV, 7 episodi (1962-1963)
- Ben Casey – serie TV, 3 episodi (1963)
- Ai confini della realtà (The Twilight Zone) – serie TV, 2 episodi (1964)
- Il fuggiasco (The Fugitive) – serie TV, 6 episodi (1964-1966)
- Mr. Roberts (Mister Roberts) – serie TV, 4 episodi (1965)
- Gli eroi di Hogan (Hogan's Heroes) – serie TV, 5 episodi (1965-1966)
- Disneyland – serie TV, 12 episodi (1965-1975)
- Batman – serie TV, 6 episodi (1966)
- Le spie (I Spy) – serie TV, 4 episodi (1966)
- Star Trek – serie TV, 3 episodi (1966-1986)
- Lancer – serie TV, 4 episodi (1969-1970)
- Death Takes a Holiday – film TV (1971)
- Una famiglia americana (The Waltons) – serie TV, 3 episodi (1972-1973)
- Hill Street giorno e notte (Hill Street Blues) – serie TV, 6 episodi (1982-1983)
- Mai dire sì (Remington Steele) – serie TV, 5 episodi (1982-1983)

## Premi e riconoscimenti
- Primetime Emmy Awards
  - 1974 - Migliore regia di una serie drammatica - Poliziotto di quartiere (The Blue Knight), episodio Part III
  - 1981 - Migliore regia di una serie drammatica - Hill Street giorno e notte (Hill Street Blues), episodio Hill Street Station